# Ванільне небо
«Ванільне небо» (англ. «Vanilla Sky») — голлівудський ремейк фільму Алехандро Аменабара «Розплющ очі» (1997), знятий 2001 року Кемероном Кроу. Головну роль у ньому виконав Том Круз.

## Сюжет
У 33-річного чоловіка Девіда Еймса є все, про що тільки можна мріяти: гроші, власне прибуткове видавництво, що дісталися у спадок, дорога машина та квартира в респектабельному районі Нью-Йорка і коханка-красуня Джуліана. Одного дня Девід, їдучи на авто, зауважує, що місто безлюдне. У розпачі він кричить і прокидається від слів «розплющ очі» в ліжку з Джуліаною. Дорогою на ділову зустріч Девід підвозить свого товариша Браяна Шелбі, котрому розповідає, що його життя отруюють «семеро гномів» — семеро керівників його компанії, але це не заважає йому насолоджуватися життям. Заразом Девід вихваляється, що Джуліана для нього лише розвага, та, відволікшись, ледве не потрапляє в аварію.
Дія переноситься на якийсь час уперед. Девід перебуває у в'язниці, очікуючи суду за вбивство, а його обличчя спотворене та приховане маскою. Сам Девід заперечує свою вину та вважає, що «семеро гномів» підставили його, аби заволодіти його грошима. Лікар Маккейб спонукає його пригадати, що призвело до згаданого вбивства.
Еймс занурюється у спогади про те, як на вечірці з нагоди свого дня народження він зустрів знайому Браяна — Софію — і закохався в неї. Але одного разу, ідучи від Софії на роботу, Девід зустрічає Джуліану, яка пропонує йому покататися на авто. Знаючи про зраду, вона свариться з ним і спрямовує авто в кам'яну огорожу. Джуліана гине, а Девід виживає, проте зазнає тяжких травм черепа.
Згодом Девід видужує, проте його обличчя лишається спотвореним. Рада лікарів відмовляє в косметичній операції попри всі пропоновані гроші, заявляючи, що не може експериментувати і не має можливості виправити його обличчя. Єдине, що вони можуть йому запропонувати — це маска, нібито для регенерації шкіри, яка приховуватиме його спотворене обличчя. Девід стає відлюдькуватим, вдома він багато читає, починає брати участь у засіданнях своєї компанії по відеозв'язку. Він мріє, що колись Софія зверне на нього увагу і врешті наважується зустрітися з нею. На його подив, Софія не цурається його зовнішності. Він навідується в нічний клуб, де чує глузування над своєю зовнішністю. Після невдалої спроби пофліртувати там із Софією, Девід вирішує провести її додому. Браян віднаджує його від нав'язування до Софії. Вони сваряться, п'яний Девід засинає на тротуарі.
Зранку Девіда будить Софія словами «розплющ очі». Вона каже, що хоче стосунків з ним, а лікар Померанц погоджується відновити йому обличчя експериментальним методом. Врешті Девід знову стає красенем, починає жити з Софією, мириться з Браяном. Та з часом йому починає снитися, що він знову потворний, а потім виявляє, що його кохана — це Джуліана, хоча й називає себе Софією. Вона каже, що завжди жила з ним і не знає ніякої аварії. Девід думає, що це чиясь змова, б'є Джуліану та потрапляє до поліцейського відділку. Браян вважає, що Девід збожеволів.
Незабаром незнайомець у барі каже Девіду, що він керує всім навколо, і демонструє, як натовп замовкає за Девідовим бажанням. Не розуміючи, що відбувається, Девід приходить додому, де бачить на всіх фото замість Софії Джуліану. Він убиває її, задушивши подушкою, після чого потрапляє до в'язниці.
Лікареві Маккейбу цікаве психічне порушення Девіда, проте він відмовляється свідчити на його захист у суді. По телевізору Девід бачить шоу, де розповідають про кріоніку — замороження хворих людей задля їх лікування в майбутньому, коли медицина розвинеться. Маккейб отримує дозвіл привести Девіда в компанію «Продовження життя». Працівниця компанії, Ребекка, розповідає про послугу «Сон наяву» — сам спогад про хворобу чи травми та навіть смерть будуть стерті, а життя продовжиться в симуляції, де для клієнтів створено віртуальний світ.
Підозрюючи, що він у такій симуляції, де щось пішло не так, Девід тікає. На допомогу йому прибуває незнайомець з бару, Едмунд. Він розповідає, що Девід пробув у заморозці 150 років і тепер перебуває в симуляції — «ванільному небі» з картини Моне, котру Девід колись бачив. Девід підписав угоду з компанією «Продовження життя», і вона обрала момент його сварки з Браяном як початок життя у віртуальній реальності після самогубства. Вся історія з убивством і перетворенням Софії на Джуліану була створена самим Девідом через його муки сумління. Браян пропонує почати симуляцію заново чи прокинутися. Маккейб з'являється та намагається віднадити його від прокидання. Девід обирає реальне життя, він викликає образ Софії, прощається з нею та стрибає з даху.
Фільм закінчується жіночим голосом, що вимовляє слова «розплющ очі».

## У ролях
- Том Круз — Девід Еймс
- Пенелопа Крус — Софія Серрано
- Камерон Діас — Джуліана Джиані
- Курт Расселл — доктор Кертіс Маккейб
- Джейсон Лі — Браян Шелбі
- Ной Тейлор — Едмунд Вентура
- Тімоті Сполл — Томас Тіпп
- Тільда Свінтон — Ребекка Дірборн
- Майкл Шеннон — Аарон
- Івана Миличевич — Емма
- Джонні Галецкі — Пітер Браун
- Стейсі Шер — Райна
- Томмі Лі — продавець авто
- Конан О'Браєн — камео
- Стівен Спілберг — камео
- Гелена Картер — жінка

## Цікаві факти
- Круз і його колишня дружина Ніколь Кідман під час зйомок жили в Іспанії, де перед цим знімалися два попередні фільми Алехандро Аменабара — «Інші» та Розплющ очі.[5]
- Через невисокий зріст Тома Круза, Камерон Діаз доводилося замість високих підборів взувати домашні капці, але все одно різниця дуже сильно відчувалася.[5]
- Деякі сцени фільму були перезняті після трагедії у Всесвітньому торговому центрі.[5]